# Rocco Mortelliti
Rocco Mortelliti (Ceprano, 11 febbraio 1959) è un attore, sceneggiatore e regista italiano.

## Biografia
Allievo dell'Accademia di arte drammatica, ha curato diverse regie teatrali e cinematografiche. Tra le sue principali si ricorda La strategia della maschera e La scomparsa di Patò entrambe tratte dalle omonime opere di Andrea Camilleri.
Ha recitato in diversi film tra i quali si evidenziano Un'isola, L'amico immaginario, Cresceranno i carciofi a Mimongo, Abbiamo solo fatto l'amore.

## Vita privata
Rocco Mortelliti è il genero dello scrittore siciliano Andrea Camilleri.
Sua figlia, Alessandra Mortelliti, è comparsa nel film La scomparsa di Patò con il ruolo della vedova Patò, per volontà del nonno, in una puntata della serie Il giovane Montalbano, sempre tratta dagli scritti di Andrea Camilleri, e nel documentario Andrea Camilleri - Il maestro senza regole per raccontare del nonno.

## Filmografia
- Adelmo, regia di Rocco Mortelliti (1987)
- I tarassachi, regia di Rocco Mortelliti (1991)
- Mario, Maria e Mario, regia di Ettore Scola (1993)
- L'amico immaginario, regia di Nico D'Alessandria (1994)
- Cresceranno i carciofi a Mimongo, regia di Fulvio Ottaviano (1996)
- Abbiamo solo fatto l'amore, regia di Fulvio Ottaviano (1998)
- La strategia della maschera, regia di Rocco Mortelliti (1999)
- Quore, regia di Federica Pontremoli (2002)
- La scomparsa di Patò, regia di Rocco Mortelliti (2012)
- Babbo Natale non viene da Nord, regia di Maurizio Casagrande (2015)

## Premi
- 2011 - Premio Medio Olona al BAFF Busto Arsizio Film Festival, per la migliore sceneggiatura, per La scomparsa di Patò.
- 2012 - Premio IC Savings all'ICFF Italian Contemporary Film Festival, per il miglior contributo italiano ai sociali e valori culturali, per La scomparsa di Patò.